# Carlos Velasco Carballo
Carlos Velasco Carballo (Madrid, 16 maart 1971) is een Spaans voetbalscheidsrechter.
Velasco is actief in de Primera División en fluit internationale wedstrijden sinds 2008. Hij floot de finale van de UEFA Europa League in 2011 (tussen Porto en Braga). Op 20 december 2011 werd bekend dat hij een van de twaalf scheidsrechters van het Europees kampioenschap voetbal 2012 is. Op vrijdag 8 juni 2012 floot hij de openingswedstrijd tussen Polen en Griekenland (1-1). Velasco deelde twee rode kaarten uit in dat duel: in de 44ste minuut aan de Griekse verdediger Sokratis Papastathopoulos (twee keer geel) en in de 67ste minuut aan de Poolse doelman Wojciech Szczęsny wegens het neerhalen van Dimitrios Salpigidis in het strafschopgebied. Velasco mocht van de UEFA na de groepsfase van het toernooi naar huis.
In maart 2013 noemde de FIFA Velasco een van de vijftig potentiële scheidsrechters voor het Wereldkampioenschap voetbal 2014 in Brazilië. Op 15 januari 2014 maakte de wereldvoetbalbond bekend dat hij een van de 25 scheidsrechters op het toernooi zal zijn. Daarbij wordt hij geassisteerd door Roberto Alonso Fernández en Juan Carlos Yuste Jiménez.

## Interlands
| Datum            | Wedstrijd                    | Uitslag | Competitie           | Kreeg geel | Kreeg voor de tweede keer geel en dus rood | Weggestuurd |
| ---------------- | ---------------------------- | ------- | -------------------- | ---------- | ------------------------------------------ | ----------- |
| 26 maart 2008    | Israël – Chili               | 1 – 0   | Vriendschappelijk    | 0          | 0                                          | 0           |
| 6 juni 2009      | Cyprus – Montenegro          | 2 – 2   | Kwalificatie WK 2010 | 9          | 0                                          | 0           |
| 22 januari 2010  | Zuid-Korea – Letland         | 1 – 0   | Vriendschappelijk    | 0          | 0                                          | 0           |
| 11 augustus 2010 | Noorwegen – Frankrijk        | 2 – 1   | Vriendschappelijk    | 2          | 0                                          | 0           |
| 3 september 2010 | Estland – Italië             | 1 – 2   | Kwalificatie EK 2012 | 3          | 0                                          | 0           |
| 17 november 2010 | Zweden – Duitsland           | 0 – 0   | Vriendschappelijk    | 1          | 0                                          | 0           |
| 25 maart 2011    | Hongarije – Nederland        | 0 – 4   | Kwalificatie EK 2012 | 5          | 0                                          | 0           |
| 6 september 2011 | Kroatië – Israël             | 3 – 1   | Kwalificatie EK 2012 | 4          | 0                                          | 1           |
| 11 november 2011 | Oekraïne – Duitsland         | 3 – 3   | Vriendschappelijk    | 1          | 0                                          | 0           |
| 8 juni 2012      | Polen – Griekenland          | 1 – 1   | Groepsfase EK 2012   | 2          | 1                                          | 1           |
| 17 juni 2012     | Denemarken – Duitsland       | 1 – 2   | Groepsfase EK 2012   | 0          | 0                                          | 0           |
| 7 september 2012 | Nederland – Turkije          | 2 – 0   | Kwalificatie WK 2014 | 4          | 0                                          | 0           |
| 11 oktober 2013  | Slovenië – Noorwegen         | 3 – 0   | Kwalificatie WK 2014 | 1          | 0                                          | 0           |
| 19 juni 2014     | Uruguay – Engeland           | 2 – 1   | WK 2014              | 2          | 0                                          | 0           |
| 25 juni 2014     | Bosnië en Herzegovina – Iran | 3 – 1   | WK 2014              | 3          | 0                                          | 0           |
| 4 juli 2014      | Brazilië – Colombia          | 2 – 1   | WK 2014              | 4          | 0                                          | 0           |
| 13 oktober 2014  | IJsland – Nederland          | 2 – 0   | Kwalificatie EK 2016 | 1          | 0                                          | 0           |
| 28 maart 2015    | Kroatië – Noorwegen          | 5 – 1   | Kwalificatie EK 2016 | 5          | 1                                          | 0           |
| 13 juni 2015     | Noord-Ierland – Roemenië     | 0 – 0   | Kwalificatie EK 2016 | 4          | 0                                          | 0           |
| 8 september 2015 | Zweden – Oostenrijk          | 1 – 4   | Kwalificatie EK 2016 | 3          | 0                                          | 0           |
| 8 oktober 2015   | Ierland – Duitsland          | 1 – 0   | Kwalificatie EK 2016 | 2          | 0                                          | 0           |
| 15 november 2015 | Hongarije – Noorwegen        | 2 – 1   | Kwalificatie EK 2016 | 4          | 0                                          | 0           |
| 11 juni 2016     | Albanië – Zwitserland        | 0 – 1   | EK 2016              | 6          | 1                                          | 0           |
| 20 juni 2016     | Slowakije – Engeland         | 0 – 0   | EK 2016              | 2          | 0                                          | 0           |
| 25 juni 2016     | Kroatië – Portugal           | 0 – 1   | EK 2016              | 1          | 0                                          | 0           |